# Imre Breznay
Imre Breznay (geboren 26. Juli 1919 in Budapest; gestorben 3. Februar 1945 ebenda) war ein ungarischer Maler. Er schuf neben Porträts und Ansichten von Budapest in Öl und Aquarell auch Landschaftsbilder.

## Leben
Imre war Bruder von József Breznay. Er studierte von 1935 bis 1939 an der Ungarischen Akademie der Bildenden Künste als Schüler von Ágost Benkhard und István Szőnyi. In den Jahren des Zweiten Weltkrieges verbrachte er von 1939 bis 1941 jeden Sommer in der Künstlerkolonie in Veszprém.
1941 unternahm er eine Studienreise nach Italien.

## Schriften
- Breznay Imre, Karczos Béla: Egri képeskönyv, Eger: Az Egri Nyomda Részvénytársaság, 1937